# Grand Prix Formule 1 van China 2016
De Grand Prix Formule 1 van China 2016 werd gehouden op 17 april op het Shanghai International Circuit. Het was de derde race van het kampioenschap.

## Vrije trainingen

### Achtergrond
Na zijn ongeluk in de Grand Prix van Australië maakte Fernando Alonso zijn rentree voor McLaren, waarmee hij testrijder Stoffel Vandoorne weer aflost.
| Vrije training 1 | Pos | No | Coureur           | Constructeur         | Tijd     |
| ---------------- | --- | -- | ----------------- | -------------------- | -------- |
| Vrije training 1 | 1   | 6  | Nico Rosberg      | Mercedes             | 1:38.037 |
| Vrije training 1 | 2   | 44 | Lewis Hamilton    | Mercedes             | 1:38.183 |
| Vrije training 1 | 3   | 5  | Sebastian Vettel  | Ferrari              | 1:38.665 |
| Vrije training 1 | 4   | 3  | Daniel Ricciardo  | Red Bull-TAG Heuer   | 1:39.061 |
| Vrije training 1 | 5   | 7  | Kimi Räikkönen    | Ferrari              | 1:39.155 |
| Vrije training 2 | Pos | No | Coureur           | Constructeur         | Tijd     |
| Vrije training 2 | 1   | 7  | Kimi Räikkönen    | Ferrari              | 1:36.896 |
| Vrije training 2 | 2   | 5  | Sebastian Vettel  | Ferrari              | 1:37.005 |
| Vrije training 2 | 3   | 6  | Nico Rosberg      | Mercedes             | 1:37.133 |
| Vrije training 2 | 4   | 44 | Lewis Hamilton    | Mercedes             | 1:37.329 |
| Vrije training 2 | 5   | 3  | Daniel Ricciardo  | Red Bull-TAG Heuer   | 1:38.143 |
| Vrije training 3 | Pos | No | Coureur           | Constructeur         | Tijd     |
| Vrije training 3 | 1   | 5  | Sebastian Vettel  | Ferrari              | 1:57.351 |
| Vrije training 3 | 2   | 77 | Valtteri Bottas   | Williams-Mercedes    | 1:58.061 |
| Vrije training 3 | 3   | 11 | Sergio Pérez      | Force India-Mercedes | 1:58.689 |
| Vrije training 3 | 4   | 55 | Carlos Sainz jr.  | Toro Rosso-Ferrari   | 1:58.800 |
| Vrije training 3 | 5   | 21 | Esteban Gutiérrez | Haas-Ferrari         | 1:59.526 |

## Kwalificatie

### Opzet
Na afloop van de kwalificatie van zowel de Grand Prix van Australië als die in Bahrein was er hevige kritiek op het nieuwe kwalificatiesysteem, waarin de langzaamste coureur in elke sessie na een bepaalde tijd geëlimineerd werd. Dit systeem zorgde ervoor dat er in Q2 en Q3 aan het einde van de sessie niemand meer naar buiten kwam. De spanning die het nieuwe systeem zou moeten brengen kwam er niet. Gelijk na de kwalificatie in Australië kwamen de teams bij elkaar en werd er op 20 maart besloten om de FIA te verzoeken om weer terug te gaan naar het oude systeem tijdens de eerstvolgende race in Bahrein. Enkele dagen later werd bekend dat diverse teams niet akkoord gingen met de terugkeer naar het oude systeem. Hierdoor blijft het eliminatiesysteem behouden voor de kwalificatie in Bahrein.
Na afloop van het raceweekend in Bahrein werd er opnieuw overlegd over dit systeem. Op 7 april, de dag dat werd besloten of er aanpassingen zouden komen aan de kwalificatie, werd er door alle Formule 1-teams geëist om terug te keren naar het kwalificatiesysteem zoals die tot 2015 werd gebruikt. Later op de dag werd er na overleg besloten om inderdaad terug te keren naar deze kwalificatieopzet, iets dat op 11 april door de FIA werd bevestigd.

### Gekwalificeerden
Nico Rosberg behaalde voor Mercedes zijn eerste pole position, nadat teamgenoot Lewis Hamilton vanwege motorproblemen geen tijd neerzette in Q1. Daniel Ricciardo zette in zijn Red Bull verrassend de tweede tijd neer, terwijl het Ferrari-duo Kimi Räikkönen en Sebastian Vettel als derde en vierde eindigde. Valtteri Bottas kwalificeerde zich in zijn Williams op de vijfde plaats, voor de andere Red Bull van Daniil Kvjat. Force India-coureur Sergio Pérez zette de zevende tijd neer voor de Toro Rosso's van Carlos Sainz jr. en Max Verstappen. De top 10 werd afgesloten door Nico Hülkenberg, die geen tijd neerzette in zijn Force India. De kwalificatie kende twee periodes met rode vlaggen. In de eerste kwalificatie spinde Pascal Wehrlein in zijn MRT van de baan op een nat stuk op start/finish, waarna de sessie werd stilgelegd om de baan droog te maken. In de tweede kwalificatie verloor Nico Hülkenberg een wiel dat niet goed was gemonteerd, waardoor hij een straf kreeg van drie startplaatsen.
Lewis Hamilton kreeg een gridstraf van vijf plaatsen omdat hij zijn versnellingsbak moest wisselen.

### Kwalificatie-uitslag
| Pos                 | No | Coureur           | Constructeur         | Q1        | Q2       | Q3        | Grid |
| ------------------- | -- | ----------------- | -------------------- | --------- | -------- | --------- | ---- |
| 1                   | 6  | Nico Rosberg      | Mercedes             | 1:37.669  | 1:36.240 | 1:35.402  | 1    |
| 2                   | 3  | Daniel Ricciardo  | Red Bull-TAG Heuer   | 1:37.672  | 1:36.815 | 1:35.917  | 2    |
| 3                   | 7  | Kimi Räikkönen    | Ferrari              | 1:37.347  | 1:36.118 | 1:35.972  | 3    |
| 4                   | 5  | Sebastian Vettel  | Ferrari              | 1:37.001  | 1:36.183 | 1:36.246  | 4    |
| 5                   | 77 | Valtteri Bottas   | Williams-Mercedes    | 1:37.537  | 1:36.831 | 1:36.296  | 5    |
| 6                   | 26 | Daniil Kvjat      | Red Bull-TAG Heuer   | 1:37.719  | 1:36.948 | 1:36.399  | 6    |
| 7                   | 11 | Sergio Pérez      | Force India-Mercedes | 1:38.096  | 1:37.149 | 1:36.865  | 7    |
| 8                   | 55 | Carlos Sainz jr.  | Toro Rosso-Ferrari   | 1:37.656  | 1:37.204 | 1:36.881  | 8    |
| 9                   | 33 | Max Verstappen    | Toro Rosso-Ferrari   | 1:38.181  | 1:37.265 | 1:37.194  | 9    |
| 10                  | 27 | Nico Hülkenberg   | Force India-Mercedes | 1:38.165  | 1:37.333 | geen tijd | 13   |
| 11                  | 19 | Felipe Massa      | Williams-Mercedes    | 1:38.016  | 1:37.347 |           | 10   |
| 12                  | 14 | Fernando Alonso   | McLaren-Honda        | 1:38.451  | 1:38.826 |           | 11   |
| 13                  | 22 | Jenson Button     | McLaren-Honda        | 1:37.593  | 1:39.093 |           | 12   |
| 14                  | 8  | Romain Grosjean   | Haas-Ferrari         | 1:38.425  | 1:39.830 |           | 14   |
| 15                  | 9  | Marcus Ericsson   | Sauber-Ferrari       | 1:38.321  | 1:40.742 |           | 15   |
| 16                  | 12 | Felipe Nasr       | Sauber-Ferrari       | 1:38.654  | 1:42.430 |           | 16   |
| 17                  | 20 | Kevin Magnussen   | Renault              | 1:38.673  |          |           | 17   |
| 18                  | 21 | Esteban Gutiérrez | Haas-Ferrari         | 1:38.770  |          |           | 18   |
| 19                  | 30 | Jolyon Palmer     | Renault              | 1:39.528  |          |           | 19   |
| 20                  | 88 | Rio Haryanto      | MRT-Mercedes         | 1:40.264  |          |           | 20   |
| 107% tijd: 1:42.080 |    |                   |                      |           |          |           |      |
| 21                  | 94 | Pascal Wehrlein   | MRT-Mercedes         | geen tijd |          |           | 21   |
| 22                  | 44 | Lewis Hamilton    | Mercedes             | geen tijd |          |           | 22   |

## Wedstrijd

### Verslag
Nico Rosberg won zijn derde race van het seizoen en zijn zesde race op een rij, na een openingsfase waarin diverse coureurs, waaronder Kimi Räikkönen, Lewis Hamilton en Daniel Ricciardo diverse incidenten hadden. Sebastian Vettel eindigde als tweede, terwijl Daniil Kvjat zijn tweede podiumplaats in zijn carrière behaalde op P3. Zowel Ricciardo als Räikkönen wisten sterk terug te komen na hun problemen en werden vierde en vijfde. Zesde werd Williams-coureur Felipe Massa met achter hem Hamilton op een zevende plek. Verstappen wist na een sterke slotfase als achtste te eindigen voor teamgenoot Sainz. Het laatste punt ging naar Valtteri Bottas. Een uniek feit deze race was dat alle coureurs de finishlijn hebben bereikt, iets dat slechts vijf keer eerder gebeurde in een Formule 1-race.

### Race-uitslag
| Pos. | No. | Coureur           | Constructeur         | Rondes | Tijd/Oorzaak uitval | Grid | Punten |
| ---- | --- | ----------------- | -------------------- | ------ | ------------------- | ---- | ------ |
| 1    | 6   | Nico Rosberg      | Mercedes             | 56     | 1:38:53.891         | 1    | 25     |
| 2    | 5   | Sebastian Vettel  | Ferrari              | 56     | +37.776             | 4    | 18     |
| 3    | 26  | Daniil Kvjat      | Red Bull-TAG Heuer   | 56     | +45.936             | 6    | 15     |
| 4    | 3   | Daniel Ricciardo  | Red Bull-TAG Heuer   | 56     | +52.688             | 2    | 12     |
| 5    | 7   | Kimi Räikkönen    | Ferrari              | 56     | +1:05.872           | 3    | 10     |
| 6    | 19  | Felipe Massa      | Williams-Mercedes    | 56     | +1:15.511           | 10   | 8      |
| 7    | 44  | Lewis Hamilton    | Mercedes             | 56     | +1:18.230           | 22   | 6      |
| 8    | 33  | Max Verstappen    | Toro Rosso-Ferrari   | 56     | +1:19.268           | 9    | 4      |
| 9    | 55  | Carlos Sainz jr.  | Toro Rosso-Ferrari   | 56     | +1:24.127           | 8    | 2      |
| 10   | 77  | Valtteri Bottas   | Williams-Mercedes    | 56     | +1:26.192           | 5    | 1      |
| 11   | 11  | Sergio Pérez      | Force India-Mercedes | 56     | +1:34.283           | 7    |        |
| 12   | 14  | Fernando Alonso   | McLaren-Honda        | 56     | +1:37.253           | 11   |        |
| 13   | 22  | Jenson Button     | McLaren-Honda        | 56     | +1:41.990           | 12   |        |
| 14   | 21  | Esteban Gutiérrez | Haas-Ferrari         | 55     | +1 ronde            | 18   |        |
| 15   | 27  | Nico Hülkenberg   | Force India-Mercedes | 55     | +1 ronde            | 13   |        |
| 16   | 9   | Marcus Ericsson   | Sauber-Ferrari       | 55     | +1 ronde            | 15   |        |
| 17   | 20  | Kevin Magnussen   | Renault              | 55     | +1 ronde            | 17   |        |
| 18   | 94  | Pascal Wehrlein   | MRT-Mercedes         | 55     | +1 ronde            | 21   |        |
| 19   | 8   | Romain Grosjean   | Haas-Ferrari         | 55     | +1 ronde            | 14   |        |
| 20   | 12  | Felipe Nasr       | Sauber-Ferrari       | 55     | +1 ronde            | 16   |        |
| 21   | 88  | Rio Haryanto      | MRT-Mercedes         | 55     | +1 ronde            | 20   |        |
| 22   | 30  | Jolyon Palmer     | Renault              | 55     | +1 ronde            | 19   |        |

## Tussenstanden wereldkampioenschap
Betreft tussenstanden voor het wereldkampioenschap na afloop van de race.

### Coureurs
| Positie | No. | Rijder           | Team               | Punten |
| ------- | --- | ---------------- | ------------------ | ------ |
| 01      | 6   | Nico Rosberg     | Mercedes           | 75     |
| 02      | 44  | Lewis Hamilton   | Mercedes           | 39     |
| 03      | 3   | Daniel Ricciardo | Red Bull-TAG Heuer | 36     |
| 04      | 5   | Sebastian Vettel | Ferrari            | 33     |
| 05      | 7   | Kimi Räikkönen   | Ferrari            | 28     |
| 06      | 19  | Felipe Massa     | Williams-Mercedes  | 22     |
| 07      | 26  | Daniil Kvjat     | Red Bull-TAG Heuer | 21     |
| 08      | 8   | Romain Grosjean  | Haas-Ferrari       | 18     |
| 09      | 33  | Max Verstappen   | Toro Rosso-Ferrari | 13     |
| 10      | 77  | Valtteri Bottas  | Williams-Mercedes  | 7      |

### Constructeurs
| Positie | Team                 | Punten |
| ------- | -------------------- | ------ |
| 01      | Mercedes             | 114    |
| 02      | Ferrari              | 61     |
| 03      | Red Bull-TAG Heuer   | 57     |
| 04      | Williams-Mercedes    | 29     |
| 05      | Haas-Ferrari         | 18     |
| 06      | Toro Rosso-Ferrari   | 17     |
| 07      | Force India-Mercedes | 6      |
| 08      | McLaren-Honda        | 1      |